# Tratado de Estella
El Tratado de Estella fue un acuerdo firmado entre el Reino de Navarra y la Corona de Castilla el 11 de enero de 1386, por el que quedó definitivamente liquidado el tratado de Briones y Navarra pudo recuperar los castillos ocupados por las tropas castellanas tras la guerra de 1378.  

## Antecedentes
Después de la derrota de las tropas castellanas frente a las portuguesas en la batalla de Aljubarrota y ante la amenaza del duque de Lancaster, Juan I de Castilla buscó un acuerdo definitivo con Carlos II de Navarra a fin de evitar que el territorio navarro fuese utilizado por los ingleses para atacar a Castilla, como había sucedido en 1378. 

## Términos del acuerdo
El acuerdo fue firmado en la ciudad de Estella por Carlos II y el cardenal Pedro de Luna, actuando con plenos poderes del rey de Castilla, y por él Navarra recuperaba todos los castillos que permanecían en poder del Reino de Castilla excepto los de Tudela, Estella y San Vicente, de los que se hacía entrega al heredero de la corona, el futuro  Carlos III el Noble, quien debía gobernarlos en nombre de Juan I en tanto Carlos II cumpliese las restantes condiciones del tratado.  
Una de estas condiciones era el reconocimiento del papa de Aviñón Clemente VII, del que el príncipe heredero, quien a la sazón se encontraba en Castilla y había ayudado a Juan I en la guerra contra Portugal, era decidido partidario. Con todo Carlos II murió el 1 de enero de 1387 sin haber declarado su obediencia a Clemente VII, fiel a su política de neutralidad o indiferencia ante el Cisma de Occidente, pero sus sucesor mantuvo una relación amistosa con su cuñado Juan I, quien le entregó el mismo año de su coronación los castillos que aún estaban bajo su control.